# مناورات نمر
مناورات نمر أو (بالإنجليزية: Tiger Maneuvers)‏ هي مناورات عسكرية مشتركة تقام بين كل من السعودية وفرنسا بهدف الإطلاع على آخر ما توصلت إليه التقنية الحربية في مجال التجسس والرصد وتعقب تحركات العدو بالنسبة للقوات الخاصة.

## المناورات المنفذة
- نمر 2 : أقيمت فعاليات المناورة في 01 أكتوبر 2012. وتضمنت قيام وحدات كوماندوز فرنسية وسعودية بالسيطرة على أحد المطارات. وقام عشرون مظليا تم إنزالهم من ارتفاع 1800 متر، بالسيطرة على المدرج للتحضير لهبوط أربع طائرات. وشارك في هذه المناورة 1000 رجل بينهم 350 سعوديا، وتجري في مناطق مختلفة من كورسيكا الواقعة في البحر الأبيض المتوسط.[4]